# Војвода
Војвода (лат. Bellum dux) је термин словенског порекла, који је првобитно означавао војног заповедника. Касније се термин почиње користити за гувернера провинције. Коришћен је у средњовековним српским, бугарским, румунским, руским, пољским и мађарским државама.
По рангу војводе се обично налазе одмах испод краља или краљице, а изнад банова (грофова). Њихов посед називао се војводство. Жена која је управљала војводством, као и супруга војводе, јесте војвоткиња.
У војскама Краљевине Србије, Краљевине Срба, Хрвата и Словенаца и Краљевине Југославије, војвода је био војни чин који је одговарао чину фелдмаршала у већини монархија до завршетка Другог светског рата.
У новом веку, ова титула додељује се обично без икаквих територијалних ингеренција као највиши племићки чин у Француској, Португалији, Шпанији, Италији. Војводе у Уједињеном Краљевству никада нису имали војводство, већ само војводску титулу и част.

## Историја
Војвода је била висока титула која је у периоду Немањића подразумевала војну функцију, а касније, у време Деспотовине, и војну и цивилну власт у обласној и локалној управи. Још од Немањиног времена војвода је био највиши војни чин после владара. Отуда су војводе припадале кругу најкрупније властеле и заповедали су одредима војске једне или више жупа. Сходно Душановом законику војводе у војсци имају исту власт као и цар; тачније, цар своју власт врховног заповедника преноси на војводе. Војводе добијају апсолутну судску власт и за спорове који спадају у надлежност војног суда.
У време Деспотовине војводе добијају још већи војни значај јер се воде скоро непрестани ратови за одбрану и очување земље, па се тако у њиховој функцији обједињују војна и цивилна власт на повереној им територији. Познати Закон о рудницима деспота Стефана из 1412. године зна само за војводе у чијим је рукама била и војна и управна и судска власт. Једна од мера милитаризације земље била је и та што су ранију властелу-крајишнике, који су управљали крајишта, сада заменили војводе-крајишници, који су добили још већа овлашћења и обавезе. У средњем веку војводе су били владари покрајина и надређени грофовима у градовима, а потом су у феудалним монархијама били су најближи пратиоци краља или краљице. Ипак, постојали су и суверене војводе, те је појам имао различит садржај у различитим крајевима иу различитим историјским периодима.
Титула војводе постоји и у босанској држави Котроманића, као и у Зети Црнојевића. У Зети Црнојевића, титула се одржала и после пада земље под турску власт, када су војводе постале племенске старешине у Црној Гори и Херцеговини. Према народној традицији, назив војводе или великог војводе преузимају, у току Првог и Другог српског устанка, народни прваци који су се истакли у рату, потискујући тако кнежеве као старе органе власти. У Првом српском устанку и означавала је војног команданта области за разлику од нахијски кнеза који је био цивилни управник.
Иначе, овај славизам ушао је и у османски речник. У XV веку у османским документима (на српском језику) термин војвода био је синоним за крајишког бега и санџак-бега. У овом царству титулу војводе носило је и лице задужено да управља поседима (хасова) санџак-бега у једној или више нахија, као и поседима других високих државних достојанственика и припадника царске породице.
У Србији средњег века војвода је представљао управника пограничне области-крајине и властелина са војним компетенцијама за разлику од жупана који је имао искључиво управне компетенције. Назив војвода, за команданта оружаних јединица сачувао се и након пада под Турке па су сењски ускоци своје вође називали војводама. У јужним српским крајевима и у Македонији назив војвода користио се као синоним за хајдучког харамбашу.
Предање приписује ову титулу историјским личностима, као и ликовима из народне епике, нпр. косовски јунак Милош Обилић. А главни јунак лепе народне песме о опсади и паду града Сталаћа на Морави је војвода Пријезда.
Ову титулу су носили „Арнаутин чувар манастира Девич и Дечана“ (реч је о познатим „манастирским војводама"). Војводе су, од самог почетка (XIX век), имале вође герилских чета ВМРОа и српских четника у време борби за Македонију.

## Племићка титула
У Хабзбуршкој монархији је командант српских одреда називан војводом од краја 17. века, а Срби су у Монархији по привилегијама имали право на избор војводе што у пракси није учињено до 1849. иако су Срби на томе настојавали. Први војвода у Хабзбуршкој монархији био је Јован Монастерлија. Када је проглашена Српска Војводина 1848. године, за првог војводу је биран Стеван Шупљикац, а после њега је титулу српског војводе узео аустријски цар Франц Јозеф и његов наследник Карл I.
- Стеван Шупљикац, војвода Српске Војводине 1848.
- Фрањо Јосиф, аустроугарски цар, називао је себе Српским Војводом.[7]
- Карл I, аустроугарски цар, такође је називао себе Српским Војводом.